# Authentica Habita

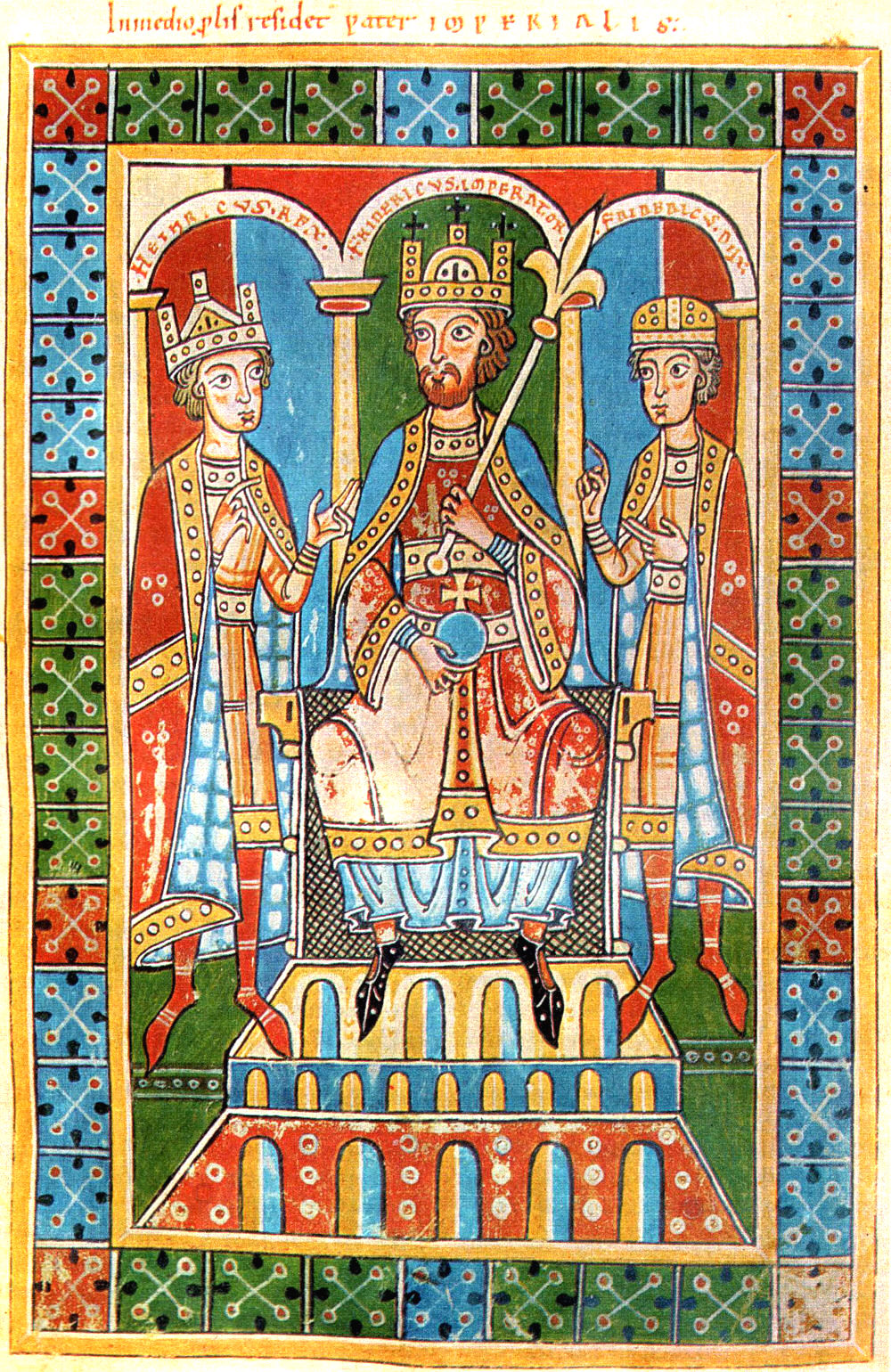
Barbarossa tra i figli Enrico e Federico

La Authentica «Habita» (o Privilegium Scholasticum Friderici I) è il nome con cui è conosciuta una costituzione imperiale promulgata dall'imperatore Federico Barbarossa, all'incirca nel 1155-1158. Con essa venivano stabiliti privilegi speciali e immunità giuridiche in favore di studenti fuori sede di diritto romano presso la scuola giuridica dello Studium bolognese.
La promulgazione del Privilegium fu il frutto di un'azione di solidarietà tra studenti e maestri. Nonostante la stretta relazione con l'ambiente universitario bolognese, l'atto deve essere valutato come un provvedimento di portata generale e non può essere sminuito a una dimensione locale, come una sorta di "carta di fondazione" dell'Università di Bologna. Essa, anzi, com'era nell'intenzione dello stesso promulgatore, assunse un'ampia portata giuridica, assurgendo allo status di modello normativo per tutta la legislazione successiva in materia di diritti e privilegi concessi a studenti e professori.

## Titolo
La titolatura con cui è conosciuto, Authentica «Habita», è il nome stesso col quale l'atto, una volta adottato d'imperio, fu inserito nel Corpus iuris civilis per volontà del Barbarossa, alla stregua della raccolta delle Novellae constitutiones (questa silloge, infatti, nella terminologia della scuola dei glossatori bolognesi, era etichettata sotto il nome di Authenticum, secondo una scelta risalente forse allo stesso Irnerio. Per questo motivo, veniva adottato il nome di authenticae per indicare alcune leggi degli imperatori medievali unite alle leggi - le novellae, appunto - emanate da Giustiniano dopo la pubblicazione del Codex Iustinianus). La seconda parte del nome, invece, deriva dalla prima parola dell'incipit del provvedimento, il participio passato Habita.
Da un punto di vista della sistematica, la «Habita» promulgata dal Barbarossa fu inserita sotto il titolo «Ne filius pro patre» del Codice giustinianeo (post C., Libro IV, 13.5).

## Data e luogo di promulgazione
Le opinioni degli storici sul luogo e la data di promulgazione non sono concordi. Secondo una certa tradizione, legata al Carmen de gestis Frederici I, l'emanazione della costituzione imperiale sarebbe avvenuta in occasione della Dieta di Roncaglia del 1154. Autore del testo sarebbe stato Goffredo da Viterbo. Winfried Stelzer, invece, propende per Bologna, mentre indica nell'anno 1155 la data di promulgazione

## Contenuto dispositivo

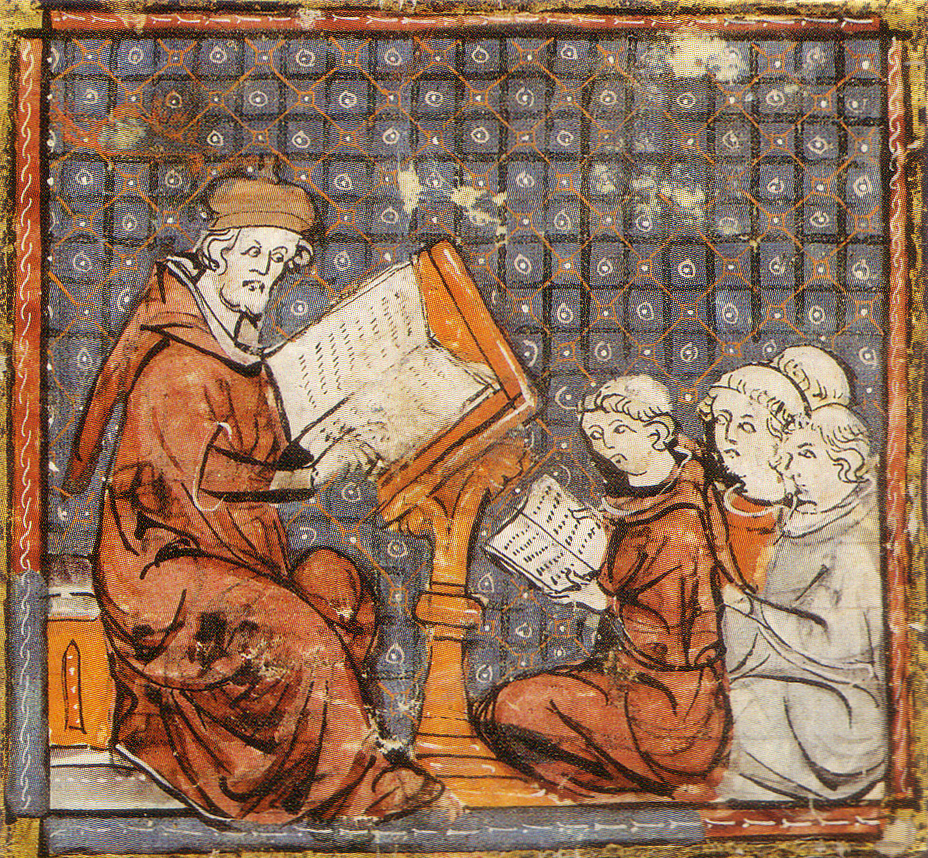
Studenti di filosofia alla Sorbona di Parigi, in abiti e tonsura da chierici (Grandes Chroniques de France)

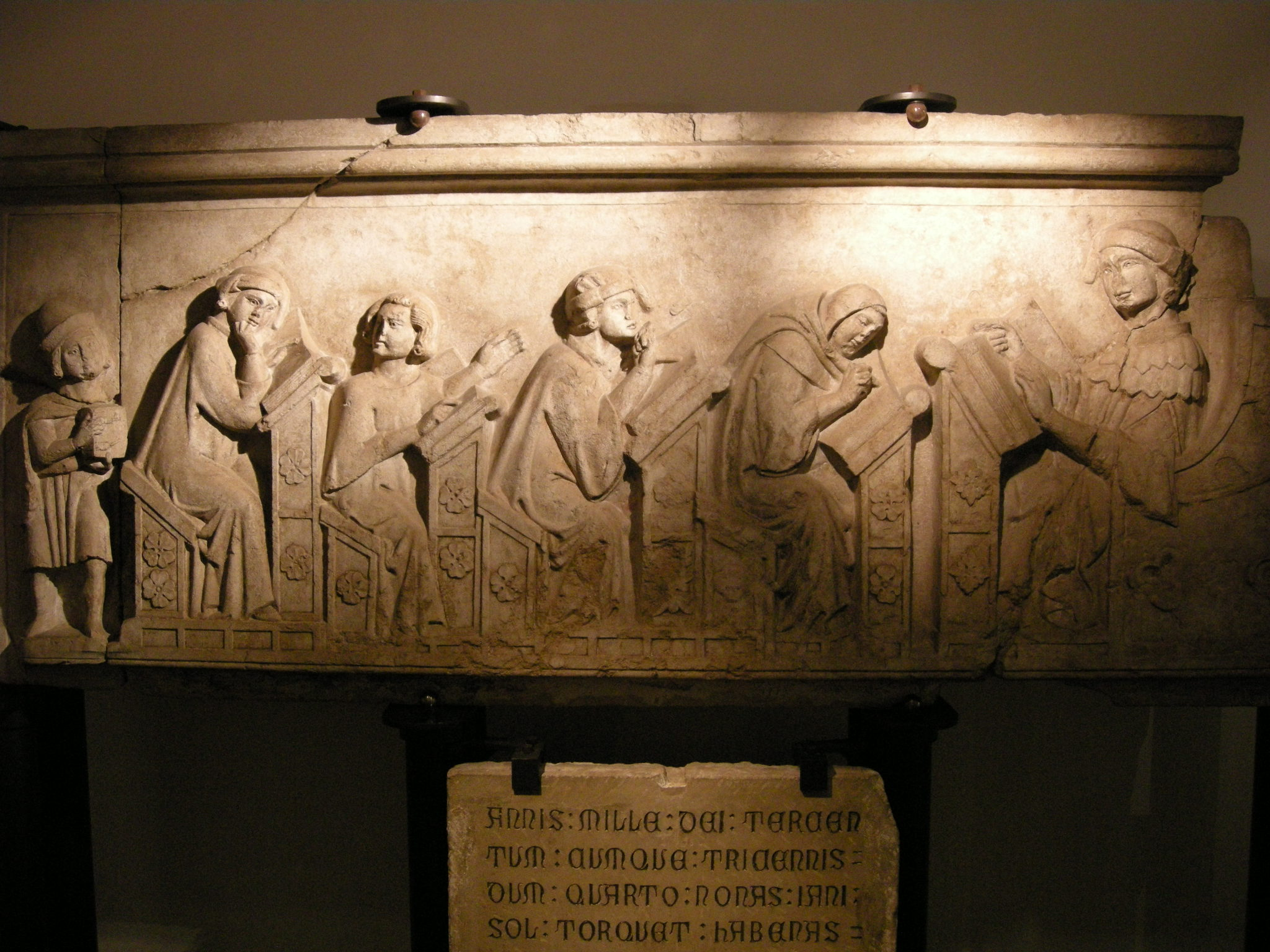
Studenti a Bologna ritratti in vari atteggiamenti, durante una lectio del giurista Matteo Gandoni. A sinistra, un bidello reca in mano un libro.

La genesi delle volontà imperiale potrebbe essere legata a sollecitazioni giunte da scolari e professori dell'università di Bologna che, nella loro condizione sociale di fuori sede, pativano la mancanza di tutele ed esigevano uno statuto di protezione contro i frequenti abusi che si trovavano a subire.
Dopo aver espresso compassione per coloro che si assumevano l'onere finanziario, e affrontavano rischi personali, facendosi esuli per amore della conoscenza (amore scientie facti exules), il documento poneva studenti e professori sotto la protezione (tuitio) dell'imperatore.

### Tutele e immunità
Questa protezione si concretizzava nell'offerta di una serie di immunità, diritti, e tutele, a beneficio del ceto magistrale e studentesco. L'impianto del provvedimento prevedeva:
1. immunità dall'esercizio del diritto di rappresaglia[8][9] (vale a dire quella norma consuetudinaria che permetteva la rivalsa su un forestiero, o l'escussione dei suoi beni, al fine di trovare soddisfazione per un delitto compiuto da un suo compatriota o per un debito non onorato);
2. immunità e libertà simili a quelle detenute dal clero, a patto che gli studenti si conformassero a certi requisiti, come l'indossare l'abito clericale.
3. (per i soli studenti) il diritto di essere giudicati, a scelta, dai propri maestri o dal tribunale ecclesiastico del proprio vescovo, anziché dalle corti civili del luogo di studio. Si tratta del cosiddetto privilegium fori, secondo cui, facendo eccezione al principio actor sequitur forum rei, la designazione del foro competente spettava alla persona sottoposta a giudizio (pur sempre nei limiti di scelta indicati: il foro privilegiato poteva essere avanti al tribunale della propria diocesi o al proprio maestro). Si trattava della riproposizione di un istituto già noto al diritto romanistico (e quindi ai giuristi bolognesi) in quanto già incardinato nella costituzione imperiale Omnem di Giustiniano, all'inizio del Digesto, che investiva i professori della scuola e i vescovi locali, della competenza a giudicare gli studenti[10].
4. diritto alla cosiddetta peregrinatio academica[11], vale a dire libertà di stabilimento in ogni sede universitaria; libertà di movimento e di viaggio, per motivi di studio e insegnamento (clerici vagantes)[12].

L'inottemperanza era punita con sanzioni legali. La violazione della tutela dalla rappresaglia incorreva nella sanzione del quadruplo della somma posta a recupero e la radiazione dalla funzione per il magistrato che l'assecondasse o vi desse seguito (a Bologna, allo scopo, esisteva una speciale magistratura per l'esecuzione dell'istituto, i cui membri erano detti ambasciatori delle rappresaglie). È probabile che la constitutio facesse venir meno anche la responsabilità solidale dei professori nei confronti dei propri allievi.

### Retaggio nella tradizione giuridica medievale
Il disposto imperiale fu poi confermato da papa Alessandro III. Simili immunità e benefici fornirono un modello che fu ripreso e confermato nelle epoche successive. Un equivalente, nella Francia medievale, è un editto emanato dal re Filippo Augusto nel 1200, con cui si sottraevano gli studenti parigini alla giurisdizione del Prevosto di Parigi (Prévôt de Paris): le cause in cui erano implicati studenti, al pari di quelle che coinvolgevano il clero, dovevano essere intentate solo davanti alla corte di giustizia del vescovo.
Una riaffermazione dei principi si renderà necessaria in altri frangenti storici, alcuni dei quali drammatici: ne fornisce un esempio la bolla papale Parens scientiarum emessa in Laterano da Gregorio IX, il 1º aprile 1231, a seguito dello sciopero e dei tumulti scoppiati alla Sorbona nel 1229, in occasione del Carnevale; di tenore analogo sono gli accordi che risolsero la controversia sorta a seguito della cruenta rivolta di santa Scolastica scoppiata all'Università di Oxford nel 1388.

### Portata giuridica
Secondo Walter Ullmann, il privilegio avrebbe riguardato solo gli studiosi di diritto civile, in contrapposizione a quelli di diritto canonico. Questa specificità, a dire dello studioso, discendeva dalla sottostante motivazione politica che avrebbe ispirato l'azione del Barbarossa: avvantaggiare i primi, studiosi di diritto laico, rispetto ai secondi, vicini alle posizioni del Papa da lui avversato. Significativo, sempre secondo Ullman, è poi il fatto che l'imperatore, nell'emanare il provvedimento, fosse assistito dall'arcicancelliere Rainaldo di Dassel, acerrimo nemico della Curia romana.
La posizione di Ullmann non è condivisa da altri studiosi, che riconoscono una portata generale al provvedimento, quale privilegio accordato, in maniera indistinta, a studenti di ogni facoltà

## Importanza storica

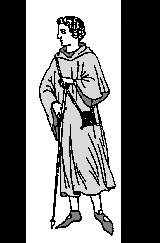
Un clericus vagans tardo-medievale, in abito clericale e bastone

Il provvedimento ebbe un ruolo significativo nel progressivo sviluppo degli studi giuridici nell'ambiente bolognese, la cui elaborazione del diritto civile, nel frangente storico della disputa tra Poteri universali, contribuiva a quella "restaurazione" dei diritti dell'Impero auspicata e perseguita dal Barbarossa.
Infatti, nonostante le circostanze della sua origine, il provvedimento non ebbe un significato locale o contingente, né può essere ricondotto, in maniera riduttiva, a statuto fondativo dell'Università di Bologna. Esso, al contrario, nello stesso intento del suo promulgatore, assunse una portata giuridica generale e ampia, assurgendo a modello giuridico per tutta la legislazione successiva in materia di diritti degli studenti.
Il significato che il Barbarossa annetteva al provvedimento è testimoniato dall'inserimento da lui voluto nel Corpus juris civilis giustinianeo, un gesto che ne sottolineava l'importanza, quasi a voler elevare l'atto al rango delle Novellae constitutiones, ponendolo in un solco di continuità con la tradizione legislativa giustinianea e di emanazione romano-imperiale.
Notevole fu l'importanza nel promuovere lo studio del diritto romano, che, nel panorama di rinascita culturale del XII secolo, divenne uno degli ingredienti che contribuirono allo sviluppo di istituzioni politiche e sociali più chiaramente delineate e definite.

### Peregrinatio academica
Con la statuizione del diritto a un foro privilegiato per gli studenti, e con la conseguente sottrazione alla giurisdizione locale, il Barbarossa conferiva uno sorta di statuto di extraterritorialità a quelle comunità (societas) di studenti e professori che, affollandosi nelle città deputate allo studio, ne andavano a mutare non solo il profilo culturale e antropologico, ma anche l'aspetto urbanistico, sotto la spinta della necessità di adibire appositi spazi alle attività educative di queste societates di studiosi e con la creazione di collegia e ostelli destinati a ospitare la popolazione degli studenti fuori sede. La popolazione studentesca, favorita dalla garanzia alla mobilità accademica e studentesca e dall'immunità giurisdizionale, assumeva una composizione cosmopolita, testimoniata dalle denominazioni di strutture di ospitalità che, nelle varie sedi universitarie, assunsero spesso un carattere nazionale, le nationes studentesche: a Parigi sorsero i collegi degli Inglesi, degli Scozzesi e dei Lombardi, a Bologna il Collegio di Spagna, a Padova i collegi dei Tedeschi, dei Dalmati, dei Francesi, degli Armeni.

## Tradizione documentaria
Il privilegio imperiale è conosciuto da molti testimoni. Il migliore e il più antico dei codici è rappresentato dal MS. 64 (XII secolo), custodito alla Harvard Law School Library: la scrittura è vergata sul foglio 129.
Altro testimone è il Vaticano latino 1427, conservato alla Biblioteca apostolica vaticana, dove la constitutio è presente ai ff. 92v-93.
Del privilegio esiste un commentario medievale in latino scritto da Bartolomeo Bolognini. Il testo (che è costituito dal solo commento, privo, quindi, del testo dell'"autentica") è tramandato da un manoscritto decorato su carta, dato a Bologna in data 12 gennaio 1492.
Il commentario del Bolognini ebbe un'edizione a stampa in una cinquecentina edita a Ingolstadt nel 1542: in questa edizione a stampa, il commento è fatto precedere dal testo originale dell'"autentica" del Barbarossa.

### Edizioni
- (LA)  Frederici I, Imperatoris, Privilegium scolasticum, in: Georg Heinrich Pertz (a cura di) MGH-Monumenta Germaniae Historica, Leges, II, Hannoverae 1837, par. 114 (p. 249).
- (EN, LA)  Heinz Koeppler,  Frederick Barbarossa and the Schools of Bologna, The English Historical Review, v. LIV, n. CCXVI (ottobre 1939), alle pagine 606-607 (on line su JSTOR).
- (DE, LA)  Winfried Stelzer,  Zum Scholarenprivileg Friedrich Barbarossas (Authentica "Habita") (PDF), in Deutsches Archiv für Erforschung des Mittelalters, 34, 1978, pp. 123–165. (on line dal sito dei Monumenta Germaniae Historica)